# Tamilskie pismo brahmi

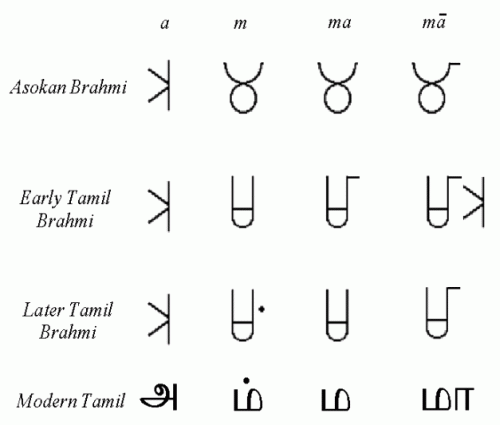
Rozwój alfabetu tamilskiego

Tamilskie pismo brahmi, pismo tamili – południowoindyjska odmiana pisma brahmi, używana co najmniej od III w. p.n.e. do III w. n.e. Różni się od pisma brahmi znanego z edyktów cesarza Asioki. Powstała w wyniku ekspansji buddyzmu i dżinizmu na tereny Południowych Indii i przystosowanie brahmi do zasobu fonetycznego języków drawidyjskich. W późniejszym okresie z tej formy powstało zarówno współczesne pismo tamilskie jak i pismo malajalam. Napisy w tym piśmie znajdowano nie tylko na terenie Indii, lecz także w Tajlandii, na Cejlonie, a nawet w Egipcie. 